# 爱德华·玛雅
爱德华·玛雅（Edward Maya，1986年6月29日—），是罗马尼亚DJ、音乐人、音乐制作人、表演艺术和作曲家。他在布加勒斯特的乔治·埃内斯库音乐高中毕业后前往罗马尼亚国立大学布加勒斯特音乐学院学习音乐。